# Luiz Sérgio
Luiz Sérgio Nóbrega de Oliveira (Angra dos Reis, 9 de abril de 1958) é um político brasileiro, filiado ao Partido dos Trabalhadores (PT). Por vinte anos, foi deputado federal do Rio de Janeiro.

## Biografia
Metalúrgico da Verolme, foi presidente do Sindicato dos Metalúrgicos de Angra dos Reis, sua cidade natal. Possui apenas o Ensino médio e é filiado ao Partido dos Trabalhadores (PT) desde a fundação deste, pertencendo a corrente Campo Majoritário.
Foi vice-prefeito de Angra dos Reis de 1989 a 1992 e prefeito de 1993 a 1996. Em 1998, elege-se deputado federal pelo Rio de Janeiro, reelegendo-se sucessivamente em 2002, 2006, 2010 e 2014. Em 2002, lançou PL que visava regulamentar a profissão de astrológo.
Em 1º de janeiro de 2011, compôs o primeiro ministério da presidente Dilma Rousseff, inicialmente como ministro-chefe das Secretaria de Relações Institucionais e, a partir de 10 de junho, após uma troca de ministros com Ideli Salvatti, no Ministério da Pesca e Aquicultura.
Nas eleições de 2018, foi novamente candidato a deputado federal pelo PT, mas não conseguiu ser reeleito ao obter menos de 20 mil votos.